# 1. ožujka
1. ožujka (1. 3.) 60. je dan godine po gregorijanskom kalendaru (61. u prijestupnoj godini).
Do kraja godine ima još 305 dana.

## Događaji
- 1244. – Osnovan crkveni red Augustinski heremiti.
- 1562. – Pokoljem hugenota započeli su francuski vjerski ratovi.
- 1565. – Osnovan Rio de Janeiro
- 1692. – Pred suca su izvedene Sarah Good, Sarah Osborne i Tituba, čime započinje Suđenje vješticama u Salemu.
- 1803. – Ohio postao 17. američka savezna država.
- 1845. – Američki predsjednik John Tyler potpisao odluku o aneksiji Teksasa.
- 1862. – izlazi prvi broj zadarskog "Narodnog lista", najstarije živuće hrvatske novine
- 1867. – Nebraska postaje 37. američka savezna država, a njihov glavni grad preimenovan je u Lincoln.
- 1872. – Osnovan je Nacionalni park Yellowstone, prvi nacionalni park na svijetu.
- 1896. – Etiopija je pobijedila Italiju u odlučujućoj bitki kod Adowe čime je završen Prvi abesinijsko-talijanski rat.
- Henri Becquerel otkrio radioaktivnost.
- 1919. – Japanska vlast u Koreji: Samilski pokret u Koreji započeo je brojne mirovne prosvjede diljem zemlje, ali su brutalno ugušeni od japanske policije i vojske.
- 1932. – Otet 20-mjesečni sin pilota Charlesa Lindbergha.
- 1947. – Međunarodni monetarni fond započeo je svoje financijske operacije.
- 1954. – Na atolu Bikini u Tihom oceanu detonirana je hidrogenska bomba Castle Bravo teška 15 megatona, koja je uzrokovala jednu od najgorih radioaktivnih kontaminacija tijekom nuklearnog testiranja.
- 1991. – Početak trodnevne bitke za Pakrac.
- 1992. – Neovisnost republike Bosne i Hercegovine.
- 1998. – Titanik postao prvi film koji je zaradio preko milijardu dolara.
- 2012. – PDV podignut s 23 na 25%, uvode se i međustope za neke proizvode.
- 2013. – Bivša premijerka i predsjednica stranke Jadranka Kosor izbačena iz HDZ-a.
- 2019. – Najbolji hrvatski borac Mirko "Cro Cop" Filipović odlazi u mirovinu nakon moždanog udara.

| - 1456. – Vladislav II. Jagelović, hrvatsko-ugarski kralj († 1516.) - 1810. – Frédéric Chopin, poljsko-francuski skladatelj († 1849.) - 1835. – Matthias Joseph Scheeben, njemački teolog († 1888.) - 1837. – Ion Creangă, rumunjski književnik († 1889.) - 1838. – Gabrijel od Žalosne Gospe, talijanski svetac († 1862.) - 1858. – Georg Simmel, njemački filozof i sociolog († 1918.) - 1881. – Petar Skok, hrvatski jezikoslovac i romanist († 1956.) - 1883. – Julije Benešić, hrvatski književnik, prevoditelj i jezikoslovac († 1957.) - 1886. – Oskar Kokoschka, austrijski ekspresionistički slikar i pjesnik († 1980.) - 1892. – Ryunosuke Akutagawa, japanski književnik († 1927.) - 1909. – Mladen Lorković, hrvatski političar i dužnosnik NDH († 1945.) - 1910. – Archer John Porter Martin, britanski kemičar († 2002.) - David Niven, engleski glumac († 1983.) - 1912. – Josip Tabak, hrvatski prevoditelj, pisac, novinar i književni kritičar († 2007.) - 1922. – Jichak Rabin, izraelski političar i državnik († 1995.) - 1924. – Đurđica Cvitanović, hrvatska povjesničarka umjetnosti († 2009.) - 1927. – Harry Belafonte, američki pjevač i glumac († 2023.) - 1928. – Jacques Rivette, francuski filmski redatelj († 2016.) - 1933. – Špiro Guberina, hrvatski glumac († 2020.) - 1941. – Zvjezdan Linić, hrvatski katolički svećenik († 2013.) - 1944. – Tonči Trstenjak, hrvatski katolički svećenik - 1947. – Ivo Banac, hrvatski povjesničar i političar († 2020.) - 1954. – Ron Howard, američki glumac, redatelj i producent - 1956. – Dalia Grybauskaitė, predsjednica Litve - 1957. – Radoslav Tomić, hrvatski povjesničar umjetnosti i akademik († 2024.) - 1966. – Zack Snyder, američki redatelj - 1969. – Javier Bardem, španjolski glumac - 1978. – Jensen Ackles, američki glumac - 1983. – Stjepan Perić, hrvatski glumac - 1987. – Kesha, američka pjevačica - 1994. – Justin Bieber, kanadsko-američki pjevač | - 1131. – Stjepan II., hrvatsko-ugarski kralj (* 1101.) - 1792. – Leopold II., njemačko-rimski car i ugarsko-hrvatski kralj (* 1747.) - 1911. – Jacobus Henricus van 't Hoff, nizozemski fizikokemičar i organokemičar (* 1852.) - 1938. – Gabriele D'Annunzio, talijanski fašistički pjesnik i političar (* 1863.) - 1952. – Paul Neményi, mađarski matematičar rođen u Rijeci, otac američkog šahista Bobbyja Fischera (* 1895.) - 1958. – Toma Rosandić, hrvatski kipar (* 1878.) - 1982. – Anica Vranković, hrvatska slikarica - 1992. – Karlo Štajner, hrvatski publicist, autor knjige 7000 dana u Sibiru (* 1902.) - 1995. – Georges J. F. Köhler njemački biolog (* 1946.) - 2003. – Franjo Glaser, hrvatski nogometni vratar (* 1913.) - 2011. – Vjera Žagar Nardelli, hrvatska glumica (* 1927.) - 2012. – Lucio Dalla, talijanski kantautor i tenor (* 1943.) - 2012. – Blagoje Adžić, načelnik Generalštaba JNA (* 1932.) - 2017. – Vladimir Tadej, hrvatski redatelj i scenograf - 2021. – Zlatko Kranjčar, hrvatski nogometaš i trener (* 1956.) |

## Blagdani i spomendani
- Dan civilne zaštite u Hrvatskoj

## Imendani
- Feliks
- Albin
- David
- Hadrijan
- Jadranko
- Zoran